# Mimosa nothacacia
Pour les articles homonymes, voir Mimosa.
Espèce
Statut de conservation UICN

 VU D2 : Vulnérable
Mimosa nothacacia est une espèce de plantes à fleurs de la famille des Fabaceae.

## Publication originale
- Memoirs of The New York Botanical Garden 65: 59–60. 1991.